# Ideologie politică
„Știința nu deține o pătrundere realistă a acelei relații multilaterale de care depind propria existență și direcția activității, mai exact a societății… Aceasta deoarece și Știința este determinată în privința țelului și direcției activității sale nu doar de propriile tendințe, ci, în cele din urmă, și de viața socială.”—Max Horkeimer
O ideologie politică este un ansamblu de idei, convingeri deținute de o persoană sau un grup de persoane, convingeri nu neapărat epistemice despre funcționarea aparatului de stat.

## Concept
Ideologiile sunt constelații de credințe și expresii cu încărcătură simbolică, prin care lumea este prezentată, interpretată și evaluată într-un mod menit să modeleze, să mobilizeze, să orienteze, să organizeze și să justifice anumite modalități sau direcții de acțiune și să anatemizeze altele” – o definiție mai clară decât acesta – apărută în cadrul uneia dintre cele mai serioase enciclopedii în domeniu – Enciclopedia Blackwell –, aproape că nu se poate imagina.
Lucrurile sunt departe de a fi așa. Ideologia este un concept care excelează prin ambiguitate. Este un concept foarte derutant pentru că, printre altele, ridică întrebări referitoare chiar la baza și validitatea celor mai profunde întrebări ale noastre. Un mare rol în crearea nivelului de ambiguitate în jurul conceptului îl are și conotația peiorativă care există în jurul său. 
Un mod de gândire ideologic este respins aproape instinctual, și aceasta din cauză că ne temem ca nu cumva fundamentele celor mai îndrăgite concepții ale noastre să se afle pe nisipuri mișcătoare și nu pe baze solide. În fapt, istoria conceptului de ideologie este, în cea mai mare parte, istoria tentativelor de îndepărtare de conceptul în cauză, de găsire a acelui punct din afara sferei discursului ideologic din care acest discurs să poată fi urmărit și analizat. Un loc important în această direcție îl are tradiția marxistă ce căuta la modul manifest acel grup de indivizi cu o vocație înnăscută pentru modul de gândire non-ideologic.
Cariera conceptului de ideologie este, de fapt, povestea disputei intelectuale între cei care, într-o tradiție veche de mii de ani, cred că putem construi o știință obiectivă a societății, pe de o parte, iar pe de altă parte cei care, împărtășind o tradiție la fel de veche, neagă posibilitatea adevărului obiectiv. Cu alte cuvinte, orice analiză a ideologiei și a discursului ideologic trebuie să ajungă să vorbească, în fapt, despre cunoaștere, adevăr și știință.
Pornind de la respingerea conceptului de idei înnăscute – în descendența lui John Locke –, bazându-se pe ideea că senzațiile stau la baza ideilor noastre, Destutt de Tracy propunea, la cumpăna dintre secolele al XVIII-lea și al XIX-lea, o nouă știință a ideilor, care să stea la baza tuturor științelor, o ideologie. 
Gânditorul francez își imagina că o investigare rațională a ideilor, eliberată de prejudecăți religioase și metafizice, ar constitui chiar fundamentul unei societăți drepte și fericite. În secolul al XX-lea au fost indivizi care au încercat chiar să pună bazele unei societăți drepte și fericite în numele unei ideologii. 
Că termenul ideologie era folosit în cu totul alt sens decât cel preconizat de Tracy vorbește foarte mult despre amploarea transformărilor pe care le-a suferit acesta în mai puțin de două secole. Transformările au început odată cu Napoleon, care, neputând accepta criticile venite din partea ideologilor liberali ai epocii, numește ideologia o “metafizică nebuloasă” ce încearcă să conducă lumea după alte principii decât cele statuate de tradiție.
În timpul celor două secole de istorie s-au creionat două direcții majore în modul de folosire a termenului ideologie. Prima ar fi linia raționalistă în descendența lui Tracy la care se adaugă o notă de pesimism impusă în lumea academică anglo-saxonă de empirismul atotputernic. 
De la începuturi și până la ultimele contribuții ale structuraliștilor și empiriștilor, accentul se pune pe natura consensuală a societății și pe o abordare contemplativă a adevărului, în sensul că adevărul este un corespondent al realității, o realitate a cărei rațiune poate să abiliteze toți oamenii de bună credință să se descurce cu metode din științe sociale, care, la rândul lor, sunt puțin diferite de cele ale științelor exacte. 
A doua linie, cu rădăcini germane, pornește de la Hegel și Marx, ajungând la Mannheim și Habermas. Ceea ce îi interesează pe acești gânditori este mai degrabă realizarea adevărului decât contemplarea lui. Societatea nu mai este văzută ca un loc al consensului stabil, ci ca unul măcinat de conflicte, fiind considerată o entitate într-o perpetuă transformare și mișcare. Avem de-a face aici cu o suspiciune față de orice cale “obiectivă” de decidere a adevărului, tendința fiind de o abordare coerentă a criteriilor adevărului. 
Deși Marx aproape este pus la index în cercetarea de specialitate din România, nimeni nu-i poate contesta rolul fundamental în răspândirea conceptului de ideologie. În fapt, el, în continuarea lui Napoleon, a impus sensul peiorativ. Nici nu putea să se întâmple altfel, Marx fiind constrâns de însăși două dintre notele proprii ale operei sale. 
Astfel, ideologia presupune idealismul, în vreme ce marca gândirii filosofului german este tocmai materialismul. În al doilea rând, ideologia este alăturată de către Marx cu distribuția inegală a resurselor și puterii în societate: dacă reglementările sociale sunt suspecte, ideologia, ca parte integrantă a lor, este la fel. 
Deși Marx nu a reușit niciodată să realizeze o expunere coerentă asupra ideologiei, liniile directoare sunt clare. El a pornit de la critica concepțiilor religioase despre lume și a continuat cu “demolarea” viziunii hegeliene asupra statului. Criticând aceste concepții, Marx încearcă să arate și originea ideilor greșite din politică și religie. 
Acestea provin dintr-o societate ale cărei “defecte de construcție” generează niște efecte compensatoare. Primul pas a fost astfel construcția unei concepții materialiste asupra istoriei. Aceasta începe a fi realizată în Ideologia germană. Aici afirmă el pentru prima dată că este o greșeală să pornești de la conștiința umană și să continui pe această bază să investighezi realitatea umană. 
Drumul corect ar fi cel invers. Concepția marxistă asupra istoriei este aceea care susține că modul în care ființa umană răspunde la nevoile materiale este cel care determină caracterul societății. Drept urmare, ideologia trebuie explicată prin intermediul practicilor materiale. Dar nu orice idee este ideologie. De fapt, Marx nici nu se gândea să facă doar o formă mai dinamică a științei ideilor creionate de către Destutt de Tracy. 
Ceea ce transformă o idee în ideologie este conexiunea cu natura conflictuală a relațiilor economice și sociale ce caracterizează procesul muncii. Doi factori stau la baza acestor conflicte: diviziunea muncii și existența proprietății private. Existența acestor factori duce la lupta de clasă, care, împreună cu baza ei economică, este factorul care conferă ideilor baza lor ideologică. 
Societatea, fiind sfâșiată de conflicte de interese, își poate păstra integritatea și funcționalitatea doar dacă toate contradicțiile sunt învelite într-un summum de idei care încearcă să portretizeze societatea în manieră pozitivă și nu conflictuală. 
În aceste condiții nu se poate ajunge decât la concluzia că ideile clasei conducătoare, adică ale acelei clase interesată să păstreze o viziune luminoasă asupra societății, ascunzând petele negre și inegalitățile, sunt de fapt ideile societății însăși. 
În aceste condiții, sunt ideologice doar acele idei care contribuie la camuflarea contradicțiilor sociale. Astfel, toate clasele sociale au capacitatea de a elabora ideologii, dar ceea ce elaborează ele este ideologie doar atunci când aceasta servește intereselor clasei conducătoare .
Scrisă la tinerețe, cu un caracter vădit polemic și nefinisată niciodată, Ideologia germană poate contura o imagine puțin deformată asupra concepției lui Marx asupra termenului de ideologie. Prezentarea de până acum poate crea impresia că în viziunea lui Marx, ideologia este doar puțin mai mult decât o iluzie epifenomenală în care fiecare idee constituie o reprezentare distorsionată a unui lucru real. 
Dacă la început Marx considera că ideile distorsionează realitatea fiindcă tocmai realitatea este distorsionată, în scrierile de maturitate, și mai ales în Capitalul, Marx a accentuat asupra diferențelor dintre formele fenomenale ale societății capitaliste și relațiile esențiale de producție care le caracterizează. 
Aici el ajunge să concluzioneze că ideologia derivă din relațiile de suprafață ale societății capitaliste, relații care maschează relațiile de producție, fundamentale. Astfel, ideologia este menită să disimuleze și să inverseze relațiile reale existente între oameni, ca în concepția din Ideologia germană, dar ceea ce este nou este tocmai interesul asupra felului în care ideologia depinde de forma relațiilor interumane . 
Oricum, concepția finală asupra ideologiei ar fi aceea din “Prefața” ediției din 1859 a Criticii economiei politice , în care scrie că toate ideile practice, inclusiv socialismul, sunt ideologii. Ceea ce se poate observa este că Marx nu face o distincție clară între determinarea socială a ideilor și ideologie prin simplul fapt că nu indică în mod explicit care anume tip de determinare socială conduce la gândirea ideologică. 
Evident, Marx nu și-a descris niciodată propriile idei ca fiind ideologice – și-ar fi ruinat astfel toată argumentația –, dar, totuși, este clar că distincția dintre știință și ideologie nu este atât de clară pe cât ar vrea el să o facă. În fapt, portița deschisă lăsată de el îi va lasă pe marxiști să creioneze materialismul dialectic ca o ideologie ce îndeplinește toate cerințele științei, iar pe ne-marxiști să ironizeze acest fapt. 
Primul urmaș, Engels, a păstrat concepția negativă despre ideologie. În fapt, el este creatorul sintagmei atât de des vehiculată în ultimul secol și jumătate, aceea că ideologia este “falsă conștiință”. Ceea ce este interesant este că această sintagmă, deși prezentată ca fiind funciar marxistă, nu este deloc potrivită pentru concepția lui Marx asupra ideologiei. 
Sintagma este prea strictă pentru că Marx nu operează niciodată cu dihotomia fals / adevărat, dar, în același timp, ea este și prea vagă pentru că nu știm ce fel de falsitate este implicată în argumentare. Primul care va exprima explicit faptul că marxismul este o ideologie este Eduard Berstein, ale cărui idei revizioniste la adresa lui Marx vor căpăta notorietate în jurul anului 1900. Berstein își baza ideile pe argumente ce arătau că fundamentul marxismului este un ideal moral, marxismul trebuind să fie o ideologie deoarece constă din idei, iar ideile sunt prin definiție ideologice. În acest fel, ideile socialiste despre artă și societate au fost coroborate cu ideologia. De asemenea, Lenin a ajuns la aceeași concluzie – că marxismul trebuie să fie o ideologie –, pornind de la observația că s-a ascuțit lupta de clasă. Ideologia își pierde conotația negativă: ideile nu sunt defectuoase datorită caracterului lor ideologic, ci datorită faptului că puteau deservi interesului clasei conducătoare. În celebrul text Ce-i de făcut?, el scrie: “singura alegere este aceasta: ori ideologie burgheză, ori una socialistă. Nu există cale de mijloc (fiindcă omenirea nu a creat o a treia ideologie și, mai mult, într-o societate sfâșiată de antagonisme de clasă nu poate exista o ideologie care să ignore clasele sociale). În consecință, a minimaliza ideologia socialistă în orice fel, a ne îndepărta de ea chiar și în cel mai mic grad înseamnă a întări ideologia burgheză” . În aceeași lucrare, Lenin scrie mai departe că ideologia socialistă trebuie adusă din exterior, cu ajutorul unui corp de revoluționari profesioniști pentru că, în rândul clasei muncitoare poate exista doar o conștiință sindicală, ușor manevrabilă de către ideologia burgheză. Ideologia socialistă poate fi promovată doar de către un grup de intelectuali socialiști de marcă, capabili să lupte cu o ideologie – cea burgheză –, a cărei forță, garantată de vechime și de posesia puterii politice, a modelat practic societatea în direcția promovată de ea. Concluzia la care ajunge Lenin, și care va fi împărtășită de generații de intelectuali socialiști, este aceea că marxismul este o ideologie științifică pentru că îi corespunde o realitate obiectivă. Evident, este o viziune simplistă, dar ea va fi rafinată de cel mai subtil intelectual marxist al secolului al XX-lea, maghiarul Georg Lukacs. Două lucruri ar fi de pomenit în cazul viziunii gânditorului maghiar asupra conceptului de ideologie: conceptul de ideologie al lui Lukacs este la fel de extins ca și cel al lui Lenin; în anumite pasaje, Lukacs pare să pună semnul egalității între ideologie și falsa conștiință. În fapt, acest semn de egalitate este pus între anumite etape ale ideologiei și falsa conștiință. Determinant pentru validitatea unui punct de vedere nu este faptul că este ideologic sau nu, ci poziția structurală al clasei care îl adoptă: “burghezia este incapabilă să-și perfecționeze știința fundamentală, propria sa știință cu privire la clasele sociale (s.n.)… Bariera care transformă conștiința de clasă într-o «falsă» conștiință este obiectivă fiindcă este însăși situația clasei respective” . Poziția superioară de clasă a proletariatului nu diminuează caracterul ideologic al punctelor ei de vedere, ci le conferă un aer științific.	Viziunea lui Lukacs asupra ideologiei este excesiv de abstractă: datorită faptului că proletariatul nu este propriul său creator, ci este creat de modul capitalist de producție, ideologia este, practic, lipsită de orice referință empirică. Raporturile ideologiei cu știința sunt o marcă a marxismului. Dacă pentru inițiatorul curentului nu putea exista, la nivel programatic – deși parcă ar căuta de fiecare dată să argumenteze cu totul altceva –, identitate între ideologie și știință, vedem apoi cum, încetul cu încetul. marxismul se transformă în singura ideologie ce caută să îndeplinească criteriile științifice. Momentul culminant îl va atinge marxismul o dată cu Althusser, care, dezavuând cu totul ideologia, ajunge să afirme că singura știință este marxismul (deși este de acord să accepte această calitate, câteodată, și psihanalizei). Evident, într-o operă marcată de ambiguitate, dar care a avut o influență fantastică și pe departe nemeritat de mare în anumite momente ale secolului al XX-lea, Althusser nu se chinuie să explice ce înțelege printr-o teorie științifică și cu atât mai puțin să spună cum putem aprecia dacă o teorie este sau nu științifică. 
”Ideile economiștilor și ale filosofilor politici, atunci când au dreptate, dar și atunci când se înșală, sunt mult mai influente decât se crede îndeobște. Într-adevăr, lumea este condusă de către acestea. Oamenii practici, care se cred scutiți de influențe intelectuale, sunt, în general, sclavii vreunui economist defunct” - afirmă John Maynard Keynes.

## Ideologie și știință
Doi dintre principalii fondatori ai sociologiei, Max Weber și Emile Durkheim, prin ideile lor în privința genezei și validității ideilor, au influențat extrem de mult evoluția non-marxistă a ideologiei, primul ca inspirator al investigației empirice de mai târziu din lumea academică anglo-saxonă, al doilea ca înaintaș în analiza structurală. 
Weber nu a folosit aproape deloc termenul de ideologie, dar îndelunga sa căutare a obiectivității în politică îl situează clar în continuitatea lui de Tracy. El era perfect conștient de faptul că potențialul de subminare al conceptului marxist de ideologie se poate întoarce împotriva marxiștilor înșiși. “Concepția materialistă asupra istoriei – scria el – nu poate fi comparată cu o trăsură în care oricine urcă și coboară după bunul său plac, fiindcă o dată ajunși la bordul ei, nici măcar revoluționarii nu mai au libertatea de a o părăsi.” Deși consideră existența unei științe sociale libere de valori un ideal legitim și necesar, el consideră că, până la urmă, nu poate exista o analiză științifică absolut obiectivă a fenomenelor sociale. 
Dacă Weber e relativ nehotărât sub acest aspect, al obiectivității în științele sociale, Durkheim este ferm ancorat în tradiția obiectivistă. În Regulile metodei sociologice, ideologia este tratată ca fiind în opoziție clară față de știință. “Metoda ideologică utiliza conceptele pentru a guverna faptele, în loc să extragă din acestea conceptele” , în timp ce știința constituie studiul faptelor de natură socială care constituie un obiect fix, un standard constant aflat întotdeauna la îndemâna observatorului și care nu lasă loc impresiilor subiective sau interpretărilor personale” . Este drept că, în Formele elementare ale vieții religioase, pare a se îndepărta de acest tip de analiză asupra ideologiei, în momentul în care localizează originea religiei în structura socială și o percepe ca pe un factor de integrare socială, dar accentul său pus pe structura obiectivă și pe respingerea subiectivității pune bazele abordării sociologice a ideologiei, caracteristică lumii occidentale postbelice. 
Cel care își va pune amprenta cu putere asupra destinului conceptului de ideologie în secolul al XIX-lea va fi Karl Mannheim, cel care “a elaborat prima, și, până în acest moment, ultima teorie cuprinzătoare a ideologiei”. Ideologie și utopie a fost publicată în 1929, Mannheim încercând să realizeze o teorie complexă și atotcuprinzătoare a ideologiei, încercând să extindă ideile lui Marx. Teoria sa, pe care o va numi “sociologie a cunoașterii”, urma să dezvăluie natura limitată din perspectivă istorică a tuturor punctelor de vedere politice, oferind astfel teren pentru o interpretare mai armonioasă, integrativă și progresistă a politicii din acea vreme. Mannheim se va declara categoric împotriva unei științe a ideilor bazate pe conceptele imuabile de rațiune și natură. În acest sens, el scrie: 
“Ceea ce trebuie să demonstrăm, comparativ cu Iluminismul, este faptul că cele mai generale definiții și categorii ale Rațiunii variază și suferă un proces de alterare a sensului – o dată cu toate celelalte concepte – în decursul istoriei intelectuale. Posibilitatea ca “forma” să fie separată de “conținut” este, în general, discutabilă. Ne putem pune întotdeauna întrebarea în ce măsură conținutul particular – care, la urma urmei, este absolut istoric – determină o anumită structură formală. Dacă însă încercăm să eludăm problemele implicate în istoricitate prin admiterea unei “forme ca atare” atemporale, a unui “concept ca atare”, a unei “valori ca atare” și a altor structuri “ca atare” similare, atunci va fi imposibil să identificăm ceva concret în metodologie” .
În insistența sa de a afirma că gândirea este puternic legată de istorie, Mannheim se situează clar în posteritatea a doi dintre gânditorii majori ai sfârșitului secolului al XIX-lea. Unul dintre ei este Wilhelm Wildelband, cel care a respins ideea unității științelor, susținând că științele umane și cele naturale urmăresc două scopuri total diferite: cele naturale vizează legile generale și universale care normează fenomenele individuale, în timp ce cele umane au ca obiectiv descrierea fenomenelor istorice și culturale cu caracter unic. Al doilea ar fi Wilhelm Dilthey, cel care nuanțează această trăsătură a științelor umane, sugerând că ele ar implica o înțelegere reflexivă a sensului fenomenelor culturale, înțelegere care accentuează atât subiectivitatea celui observat, cât și a celui care observă. 
Mannheim, deși tributar tendințelor antipozitiviste ale lui Dilthey, va căuta totuși să nu alunece înspre relativism. El consideră că, înainte de Marx, nu a existat decât o concepție “particulară” asupra ideologiei, o concepție care neagă tot ceea ce s-a spus înainte și care acuză oponenții de eroare, o dată cu acesta apărând concepția “totală”, care afirmă că, “atunci când atribuim unei epoci istorice o lume intelectuală și nouă înșine o alta sau dacă o anume pătură socială istoric determinată gândește în alți termeni decât ai noștri, ne referim nu la cazurile izolate ale conținutului ideatic, ci la sisteme de gândire fundamental divergente și la moduri profund diferite de interpretare și experimentare. Atingem un nivel teoretic sau noologic ori de câte ori luăm în considerare nu doar conținutul, ci și forma, și acceptăm structura conceptuală a unui mod de gândire ca pe o funcție a situației de viață a gânditorului” .
În aceste condiții, Mannheim deduce ca o concluzie că o teorie a ideologiei se transformă în sociologie a cunoașterii; cu alte cuvinte, ceea ce era odată armamentul intelectual al unui partid devine metodă de cercetare în științele sociale. Sociologia cunoașterii stabilește cadrul de investigare a relației dintre structurile de gândire în continuă mișcare și situațiile politice supuse schimbării. Se ridică în acest moment două întrebări. Prima – ce fel de cunoaștere studiază sociologia cunoașterii? Mannheim specifică într-un mod clar: nu este vorba de cunoașterea elementelor abstracte ale ecuațiilor matematice, ci de încercarea de a reconstitui întregul aspect al grupului social în cadrul unui sistem de gândire ideologic. A doua – care este relația acestor sisteme de gândire cu societatea? Răspuns: această “determinare existențială a cunoașterii” este necesară pentru înțelegerea unui grup social. 
Marea problemă pe care o ridică teoria totală a lui Mannheim este aceea că poate duce, practic, la un relativism lipsit de orice speranță. Toate încercările sale de nuanțare a problemei nu fac decât să o învăluie în ambiguitate. 
În opoziție cu drumul parcurs de el, tradiția pozitivistă a unei definiri restrictive a ideologiei s-a impus în perioada postbelică în mediul academic anglo-saxon. În acest spațiu domină o suită de lucrări care vorbesc fără restricții de sfârșitul ideologiilor. Raymond Aron, Seymour Martin Lipset, Daniel Bell vorbesc de sfârșitul ideologiilor pornind de la premisele identificării dintre ideologie și totalitarism, atât de stânga, cât și de dreapta.
În al său concis și influent studiu despre Raționalismul în politică , Michael Oakeshott glorifică cunoașterea practică ce nu poate fi exprimată prin principii și teoreme, în defavoarea cunoașterii tehnice preocupată de afirmații clar formulate și argumentate și de o siguranță autoconținută, al cărei principiu major este raționalismul. Politicile raționaliste sunt vinovate, consideră gânditorul englez, de avansul ideologiei întrucât erau “politicile trebuinței resimțite, dar nu una calificată de o cunoaștere reală, concretă a intereselor permanente și a direcției de mișcare a unei societăți, ci interpretată de «rațiune» și satisfăcută conform tehnicii unei ideologii: politicile conform manualului”.
Hannah Arendt va fi cea care va dezvolta, într-o manieră categorică și impresionantă, identificarea dintre totalitarism și ideologie. În Originile totalitarismului , ea identifică elementele totalitariste ce caracterizează întreaga gândire ideologică: 
Ideologiile nu sunt atât interesate de problema în sine, cât de procesul apariției și dispariției, cu alte cuvinte de explicarea totală a tuturor evenimentelor istorice; Ideologiile insistă asupra unui “adevăr” aflat dincolo de perceperea simțurilor obișnuite, o realitate accesibilă doar celor inițiați de către ea;
```
“Gândirea logică sistematizează faptele într-o procedură perfect logică, pornind de la o premisă acceptată ca axiomă și deducând totul pe baza ei; adică procedează cu o consecvență care nu mai există nicăieri pe planul realității” . Mai departe ea afirmă: “O ideologie este aproape literal ceea ce indică denumirea: logica unei idei. Subiectul ei principal este istoria, căreia i se aplică «ideea»; rezultatul aplicării nu este un corpus de afirmații despre ceva care există, ci desfășurarea unui proces aflat în permanentă transformare. Ideologia tratează cursul evenimentelor ca și cum acesta a urmat aceeași «lege» cu expunerea logică a ideii sale. Ideologiile pretind cunoașterea misterelor întregului proces istoric – secretele trecutului, urzelile prezentului, nesiguranțele viitorului – datorită logicii inerente în ideile acestora” .
```

În același spațiu, comparația între ideologie și știință va fi o temă ce va cunoaște o dezbatere foarte largă. Trebuie subliniat că, în mediul academic anglo-saxon, metoda științifică trebuie să fie aceeași și în științele naturale, și în cele sociale, știința implicând recurgerea la observația empirică și la separarea clară, rigidă chiar, între evenimente și valori. Exponentul cel mai sofisticat al ideii că ideologia nu poate ajunge la nivelul unei științe, ci că poate surprinde doar părți sau aspecte ale unui sistem de idei sociale deformate sau exagerat selective din punct de vedere științific este Karl R. Popper. El susține o metodologie unificată a științelor naturale și sociale și apelează la observarea empirică imediată pentru falsificarea ipotezelor. Popper a folosit această metodologie pentru a-i ataca pe Platon, Hegel, Marx ca teoreticieni politici ale căror idei se bazează pe metodele periculoase descrise de Hannah Arendt.
Înainte însă de a vorbi pe larg despre Karl Popper, câteva considerații de ordin general sunt necesare. Din ceea ce am analizat până acum se poate trage concluzia și că o ideologie nu poate fi o teorie științifică, dar și că, de multe ori, distincția dintre una și alta este foarte greu de făcut. Principalul motiv este tocmai acela că cei care propun o anumită platformă ideologică au tocmai pretenția că abordarea lor este realmente științifică. În al doilea rând, oamenii de știință și, în primul rând, cei din științele sociale nu pot trăi într-un turn de fildeș, cu alte cuvinte nu reușesc să-și dea seama că înclinațiile lor ideologice le modelează teoriile. Mai mult decât atât, pe lângă faptul că ideologiile politice și-au însușit atât de bine jargonul științific, ele nu ezită nici să folosească descoperirile științifice în folos propriu. Folosirea teoriei evoluției a lui Darwin de către naziști este un exemplu notoriu. Oricât ar fi de greu de separat, diferența este – sau ar trebui să fie, totuși – destul de evidentă. Teoriile științifice sunt empirice, în sensul că se ocupă de descrierea unei trăsături sau a unui set de trăsături ale lumii, pe când ideologiile se ocupă cu prescrierea a ceea ce ar trebui oamenii să facă. Problema este însă că teoriile științifice implică și oamenii și deci și cum ar trebui să trăiască aceștia. Componenta normativă apare astfel și în științe, mai ales în cele umane, fiind de multe ori extrem de dificil de trasat o linie de demarcație între normativ și empiric. Totuși, a accepta faptul că teoriile științifice sunt deschise către lumea reală, nu înseamnă a le identifica cu ideologiile. 
”Știința nu este și nu a fost niciodată parte a unei culturi ideologice. Mai mult chiar, spiritul în care operează știința este total opus ideologiei. În măsura în care științele sociale au fost reale explorări intelectuale cu legi proprii de apreciere și observare, deschise criticilor și revizuirilor, ele sunt opuse ideologiei.” - EDWARD SHILS

## Karl Raymund Popper
Falsificare, falsifiare, falsificaționism, falsifiaționism, falsiabilitate, falsificație – atât de mulți termeni inventați de traducătorii români ai lui Popper pentru a descrie o teorie și o metodologie asociată ei, precum și proba că o teorie este științifică! Evident că lui sir Karl această avalanșă de termeni care se suprapun i-ar fi displăcut total. Și asta pentru că filosoful austriac a fost, în primul rând, partizan al clarității în exprimarea filosofică și un critic plin de ironie al prețiozității și ambiguității în exprimare. Cert este că el a fost foarte clar în intențiile sale, acelea de a argumenta, în cadrul epistemologiei, că adevărul este scopul științei, filosofia sa nefiind orientată spre surprinderea de esențe, nu caută să definească lumea sau să o “descrie” în esența sa, ci mai degrabă fiind orientată spre rezolvarea de probleme . Unul dintre scopurile bine determinate ale lui Popper în demersul său filosofic a fost acela de a formula un criteriu de demarcație al cunoașterii științifice, în încercarea de a identifica și respinge pretențiile cu aură de legitimitate ale unor construcții imaginative ale gândirii de a reprezenta o cunoaștere cu valoare universală. 
Popper crede că determinarea unui criteriu de delimitare sau de demarcație a științei reprezintă, în același timp, și o definiție a cunoașterii obiective. Propunându-și să formuleze un criteriu pe baza căruia să poată trasa o distincție clară între enunțurile și explicațiile unei științe despre realitate și enunțurile și explicațiile care nu au un caracter științific, filosoful austriac subliniază că a căutat o rezolvare a acestei probleme încă din anii tinereții, pornind de la comparații dintre teorii fizice, în primul rând teoria gravitației a lui Einstein, și teorii psihologice și sociale, dintre care cele mai la modă erau teoria psihanalistă a lui Freud, “psihologia individuală” a lui Adler și, bineînțeles, marxismul. Ceea ce a apărut suspect de la început la aceste din urmă teorii era că susținătorii lor găseau foarte ușor fapte care “verifică” sau “confirmă” teoria. De exemplu, nu se găsea nici un exemplu de comportament uman care să nu poată fi explicat în termenii lui Freud, așa cum nu se găsea eveniment social în istorie care să nu poată fi explicat prin grila marxistă de interpretare. În același timp, teoria lui Einstein, referindu-se la fapte ce nu au fost încă observate, nu poate confirma afirmațiile sale prin fapte, din contră, se poate aștepta ca noi descoperiri să infirme afirmațiile sale. Sugestia lui Popper este că o teorie științifică trebuie să formuleze predicții sau postdicții cât mai precise și să se expună riscului de a fi infirmată de fapte, doar în acest caz putându-se spune că o teorie cu intenții explicative este sub controlul faptelor. Filosoful austriac ne atrage atenția asupra faptului că în științele exacte argumentele pe care le producem pentru a proba ceva transmit adevărul de la premise la concluzii. Dacă am analiza însă cazul banal al unei generalizări empirice referitoare la un domeniu de obiecte infinit, am observa că, punând într-un argument, enunțul generalizator în locul concluziei și punând o serie finită de enunțuri singulare despre fapte ca premise, adevărul premiselor nu se mai transmite către concluzie. Oricâte fapte am acumula, concluzia nu devine “mai adevărată”. Oricând putem da peste un fapt care să falsifice generalizarea empirică respectivă. Teoriile empirice nu pot fi demonstrate, ele nefiind decât conjecturi sau ipoteze. Noi folosim asemenea ipoteze în conjuncție cu descrieri de cazuri particulare pentru a genera concluzii, producând astfel, după caz, predicții sau postdicții. În asemenea argumente, ceea ce se transmite, pe cale inversă de la concluzie la premise, este falsul. Dacă predicțiile noastre nu pot trece testele la care sunt supuse, atunci cel puțin una dintre premise este falsă. Concluzia evidentă este că numai teoriile care ne permit să formulăm predicții sau postdicții bine determinate vor putea fi considerate drept teorii științifice. Asemenea teorii sunt științele exacte, cu deosebire teoriile fizice. Condițiile pe care le satisfac aceste teorii, mai ales simetria dintre explicație și predicție, sunt definite de Popper drept criteriu universal de delimitare a teoriilor științifice. 
Marea virtute a științei nu constă deci în infailibilitatea ei, ci în deschiderea unui spațiu amplu pentru discuția critică. Teoriile științifice nu pot fi demonstrate, ci doar falsificate. Cealaltă parte a medaliei este aceea că teoriile care nu pot fi criticate nu țin de domeniul științei. Noi nu trebuie să luptăm pentru acumularea adevărurilor, ci pentru îndepărtarea falsului. Urmarea firească este aceea că se șterge cu totul orice deosebire dintre teorii explicative mult discutate în domenii de cercetare cum sunt disciplinele sociale și umane și sociale și explicații cu un caracter vădit neștiințific, cum ar fi, de exemplu, explicațiile mitologice. În acest moment, orice pretenție de științificitate în teorii precum freudismul sau marxismul este anulată apriori. Prețuind atât de mult metodele științelor naturale, s-ar putea trage concluzia că Popper ar sugera un transfer de metodă dinspre științele naturale înspre științele sociale. În fapt, el arăta că cei care văd posibil un astfel de transfer au o concepție eronată despre metoda științelor naturii. Metoda aceasta ar fi cea inductivă, în care se pornește de la fapte particulare și se trece la generalizări tot mai cuprinzătoare. Metoda științei trebuie să arate însă altfel: 1. se alege o problemă; 2. se propune o soluție cu titlu de încercare; 3. soluțiile propuse sunt supuse unei discuții critice severe; 4. discuția critică dă la iveală noi probleme. Cu alte cuvinte, nu pornim de la fapte, ci de la probleme – în sensul de dificultăți – și revenim periodic la noi probleme. La fapte ajungem de abia în momentul în care trebuie să criticăm teoriile noastre care nu sunt decât niște ipoteze, tentative de a oferi o soluție. Acesta este cadrul teoretic în care Popper definește rolul și locul științei în societate, ca și caracterul său. Pornind de la acest cadru, el va declanșa o critică acerbă la adresa celor care susțin “că gândirea științifică și, în mod deosebit, gândirea din domeniile social și politic, nu se desfășoară în vid, ci într-o atmosferă socialmente condiționată” . Credința că orice demers științific depinde de corpusul social, că, la limită, știința nu poate fi separată de ideologie, pornește, crede Popper de la premisa că actul cunoașterii este un proces care are loc în mintea sau în conștiința omului de știință. Evident că în aceste condiții nu poate fi vorba de obiectivitate științifică, nu doar în științele umane, ci și în cele naturale. Problema este că obiectivitatea demersului științific nu se bazează pe obiectivitatea omului de știință, care nu poate exista, ci ea, într-un mod foarte ironic este “strâns legată de aspectul social al metodei științifice”, depinde de “cooperarea ostil-amicală a numeroși oameni de știință” . Singurul lucru care contează cu adevărat în știință este libertatea criticii. 
Aspectul cu adevărat negativ, care îl sperie pe Popper, în cazul aservirii demersului științific de contextul social în care trăim, nu este acela că teoriile alunecă astfel spre iraționalism, ci că, din păcate, și reciproca este valabilă:
“Abandonarea atitudinii raționaliste, a respectului pentru rațiune, pentru argumente, și pentru punctul de vedere al celuilalt, supralicitarea straturilor mai profunde ale naturii umane nu pot să nu conducă la viziunea conform căreia gândirea nu este decât o manifestare superficială a unor conținuturi ce sălășluiesc în aceste abisuri iraționale… Ea produce ideea că «gândim cu sângele nostru» sau cu «zestrea noastră națională» sau cu «clasa noastră». Această viziune poate fi prezentată într-o formă materialistă sau în una elevat spirituală: ideea că «gândim cu rasa noastră» poate fi eventual înlocuită cu ideea unor suflete alese sau inspirate, care «gândesc prin grația divină»… Asemănarea decisivă dintre aceste viziuni intelectual arogante constă în faptul că nu judecă ideile cum sunt acestea în sine. Abandonând astfel rațiunea, ele scindează omenirea în prieteni și dușmani…” În fața unei asemenea argumentări puține mai sunt de spus. Aceasta și din cauză că, deși a fost opozantul dintotdeauna a predicțiilor istorice, ceea ce a scris Popper a căpătat materializare în evenimentele ce marchează sfârșitul celui de-al doilea mileniu al omenirii. 
Ceea ce contează cel mai mult din contribuția lui Popper în cadrul gândirii umane este mesajul pe care reușește să-l transmită. O parte din acest mesaj spune cam așa: “Desigur că trebuie să-i iertăm pe aceia care nu știu ce fac, dar este de datoria noastră să facem totul pentru a ști” .
”Ideologia are o funcție cvadruplă: ea este instrument al puterii, mecanism de apărare împotriva informației, pretext de a te sustrage moralei, abrogând răul cu bună știință și mijloc de a anula criteriul experienței, adică de a elimina criteriile de reușită și eșec.”
J.-F. REVEL

## Sfârșitul ideologiilor?
Această temă este una la modă, mai ales în a doua jumătate a secolului al XX-lea. Autori influenți, de la Daniel Bell la Raymond Aron și de la Seymour Martin Lipset la Francis Fukuyama, au făcut ca discuția despre un sfârșit al ideologiilor să fie pe agenda de lucru în mediul universitar și academic. Deși chiar Daniel Bell se lamentează la un moment dat că “conceptul de ideologie s-a destrămat complet” , realitatea este că, atâta vreme cât discuțiile despre ideologii au loc, acest concept ocupă un loc important în imaginarul colectiv al maselor, dar și al intelectualilor. Bineînțeles, din perspectivă empirică, conceptul poate fi desființat ca atare, cât și în corelație cu discursul științific. “Desființarea” ideologiei în mediul academic anglo-saxon, în care Popper este doar unul dintre nume (e drept – unul dintre cele mai avizate și mai influente), ține doar de o latură a abordării problemei. Se poate spune chiar că dihotomia ideologie / știință este mult prea restrictivă pentru științele sociale. Aceasta și din cauză că simpla afirmație că faptele – mai ales cele sociale – există pur și simplu, în vreme ce valorile sunt supuse alegerii libere este în sine o judecată de valoare.
Dar poate mai important decât atât, trebuie să ținem cont de faptul că ideologiile par a fi indisolubil legate de anumite trăsături ale personalității umane. Câteva adevăruri banale și simple sunt subliniate de către Paul Ricoeur, în ultima secțiune din volumul Eseuri de hermeneutică, intitulată “Ideologie, utopie și politică”. Pornind de la un citat aristotelic din prologul Eticii Nicomahice în care stagiritul vorbește despre pluralitatea nivelurilor de științificitate, Paul Ricoeur caută să dea o conotație pozitivă termenului de ideologie. Mai mult decât atât, reușește să argumenteze într-o manieră convingătoare ceea ce aminteam mai sus – că între ideologie și om, ca ființă socială, este o legătură greu de rupt. Astfel ideologia nu poate să dispară atâta vreme cât un grup social are nevoie “de a-și da o imagine de sine, de a se reprezenta, în sensul teatral al cuvântului, de a juca și a se pune în scenă” . Apoi, filosoful francez arată că ideologia este o teorie a motivației sociale, și fiind simplificatoare și schematică, face posibilă existența unei viziuni de ansamblu nu numai asupra grupului, ci și asupra istoriei și a lumii. În acest moment apare deosebirea față de teoria empirică: chiar dacă ideologia este schematică, iar nivelul epistemologic este cel al doxei din Mitul peșterii, putând astfel oferi un șuvoi de erori, ceea ce subliniază Ricoeur este nevoia de ideologie, faptul că ea este un cod interpretativ în care oamenii sunt nevoiți să trăiască prin însăși constrângerile societății. Astfel, dacă școala empirică vorbește despre răul făcut de ideologie, rău a cărui existență este de netăgăduit, Ricoeur nu emite judecăți de valoare, ci doar de fapt. Bineînțeles că și analiza lui nu este îngăduitoare, el neezitând să observe caracterul nereflexiv și netransparent ca și cel de distorsiune, inerția și întârzierea față de problemele reale ale societății, dar îi oferă termenului de ideologie încă o șansă. Bineînțeles, argumentația lui Ricoeur este mult mai complexă, aici fiind surprinse doar câteva aspecte.
Oricum, o concluzie care se poate trage este aceea că ideologiile sunt prea importante pentru a dispărea. Atâta vreme cât trăim într-o lume atât de complicată, plină de crize și conflicte, vom avea nevoie de ideologii care să explice – chiar și fals – ce se întâmplă și care să ne ofere un plan pentru viitor – chiar dacă greșit. Ca și utopiile, ideologiile, în pofida aspectelor negative arhicunoscute, își găsesc în continuare apologeți și mai ales oameni dispuși să moară în numele lor.